# Joël Gaspoz
Joël Gaspoz (nacido el 25 de septiembre de 1962 en Morgins, Suiza) es un esquiador retirado que ganó 2 Copas del Mundo en disciplina de Eslalon Gigante y 7 victorias en la Copa del Mundo de Esquí Alpino (con un total de 19 pódiums:).

## Resultados

### Juegos Olímpicos de Invierno
- 1980 en Lake Placid, Estados Unidos
  - Eslalon Gigante: 7.º
- 1984 en Sarajevo, Yugoslavia
  - Eslalon Gigante: 10.º
- 1988 en Calgary, Canadá
  - Eslalon Gigante: 10.º

### Campeonatos Mundiales
- 1982 en Schladming, Austria
  - Eslalon Gigante: 4.º
  - Eslalon: 5.º
- 1987 en Crans-Montana, Suiza
  - Eslalon: 7.º

### Copa del Mundo

#### Clasificación general Copa del Mundo
- 1979-1980: 17.º
- 1980-1981: 11.º
- 1981-1982: 7.º
- 1982-1983: 77.º
- 1983-1984: 28.º
- 1984-1985: 40.º
- 1985-1986: 19.º
- 1986-1987: 4.º
- 1987-1988: 35.º
- 1988-1989: 86.º

#### Clasificación por disciplinas (Top-10)
- 1979-1980:
  - Eslalon Gigante: 5.º
- 1980-1981:
  - Eslalon Gigante: 4.º
- 1981-1982:
  - Eslalon Gigante: 5.º
  - Eslalon: 7.º
- 1985-1986:
  - Eslalon Gigante: 1.º
- 1986-1987:
  - Eslalon Gigante: 1.º
  - Eslalon: 4.º

#### Victorias en la Copa del Mundo (7)

##### Eslalon Gigante (6)
| Fecha                   | Lugar         |
| ----------------------- | ------------- |
| 8 de diciembre de 1981  | Aprica        |
| 20 de diciembre de 1985 | Kranjska Gora |
| 3 de enero de 1986      | Kranjska Gora |
| 19 de marzo de 1986     | Lake Placid   |
| 15 de diciembre de 1986 | Alta Badia    |
| 19 de diciembre de 1986 | Kranjska Gora |

##### Eslalon (1)
| Fecha               | Lugar  |
| ------------------- | ------ |
| 18 de enero de 1987 | Wengen |